# Foster City
Foster City est une municipalité américaine du comté de San Mateo, en Californie. Sa population était de 30 567 habitants au recensement de 2010.

## Démographie
| 1970  | 1980   | 1990   | 2000   | 2010   | - |
| ----- | ------ | ------ | ------ | ------ | - |
| 9 327 | 23 287 | 28 176 | 28 803 | 30 567 | - |

## Jumelages
Inagi (Japon)